# Explora II
Explora II, connu hors de France sous le titre Chrono Quest II, est un jeu vidéo d'aventure développé par Infomedia, sorti en 1989 sur Amiga et Atari ST. Il a été adapté sous DOS.

## Équipe de développement
- Scénario : Marc et Cécile Fajal, Michel Centelles
- Programmation : Hervé Hubert, Jean-Marc Cazalé
- Graphisme : Fabien Bégom
- Musique : Jean Marc Grignon
- Adaptation DOS : Philippe Vernois
- Illustration boîte de jeu : Tony Roberts (vers. internationale)

## Accueil
Explora II a reçu l'As d'Or du jeu informatique à la 4e édition du Festival International des Jeux à Cannes, en 1989.
- ACE 675/1000 • CU Amiga 75% • Génération 4 95% • Tilt 17/20 • Zzap! 85%

## La série
- Explora: Time Run (1988)
- Explora II (1989)
- Explora III : Sous le signe du serpent (1990)